# Porongo (gemeente)
Porongo, vroeger Ayacucho, is een gemeente (municipio) in de Boliviaanse provincie Andrés Ibáñez in het departement Santa Cruz. De gemeente telt naar schatting 16.930 inwoners (2018). De hoofdplaats is Porongo.

## Geboren
- Silvio Rojas (1959), Boliviaans voetballer